# دارخوین
دارخُوِین شهری در بخش دارخوین شهرستان شادگان در استان خوزستان ایران است. شهر دارخوین با ادغام چهار روستای بزرگ اسودزرگانی البوبالد، دارخوین و یوخان (علی ابن الحسین) در سال ۱۳۸۷ به شهر تبدیل شد. نیروگاه هسته‌ای دارخوین قرار است در نزدیکی این شهر ساخته شود.

## پیشینه
به گفته مردم این منطقه، خوین نام دو برادر با معلومات بالا بود که در حدود ۱۰۰ سال پیش یا بیشتر در این محل زندگی می‌کردند و در زبان عربی دارخوین به معنی اتاقی است که خوین در آن زندگی می‌کرده اند و به همین دلیل این منطقه به نام دارخوین یا خانه ی (اتاق) دو برادر شناخته شده است.
انجمن دوستداران میراث فرهنگی خوزستان در سال ۱۳۸۶ تلمبه‌خانه و دو سینمای زمستانه و تابستانه دارخوین را شناسایی کرد و پرونده ثبت ملی آنها را تهیه کرد. سخنگوی انجمن دوستدار میراث فرهنگی خوزستان تلمبه‌خانه دارخوین را متعلق به سال ۱۹۲۰ میلادی دانست. این تلمبه‌خانه در بخش توسط انگلیسی‌ها ساخته شده است.
قرارگیری در مسیر اصلی ارتباط شمال به جنوب کشور، وجود چاه‌های متعدد نفت، نیروگاه اتمی، قدیمی‌ترین تلمبه‌خانه‌های نفت و آب، رودخانهٔ کارون، نخلستان‌ها و فاصلهٔ کمتر از ۲۵ کیلومتری تا مرز ایران و عراق از جملهٔ این ویژگی‌ها می‌باشند. دارخوین در زمان حصر آبادان تبدیل به خط مقدم جبههٔ جنگ گشته بود و بعد از شکست حصر آبادان نیز منطقهٔ تدارکات عملیات بود. این منطقه در دوران جنگ با مقاومت شدید خود در برابر دشمن، شاهد ویرانی و کشته‌شدن بسیاری از مردم بوده است.
دارخوین درحال حاضر به رغم سابقهٔ خاص منطقه و پتانسیل‌های ویژه‌ای که دارد، دست به گریبان مشکلات، محرومیت‌ها و آسیب پذیری‌هایی است که معمولاً شهرهای استان‌های مرزی درگیر آن هستند.